# Lotten Dahlgren
Eva Charlotta (Lotten) Carolina Dahlgren, född 23 april 1851 i Stockholm, död 14 januari 1934 i Djursholm, var en svensk författare och redaktör. 
Lotten Dahlgren var dotter till Fredrik August Dahlgren och Ulrika Magdalena von Heland samt syster till Erik Wilhelm Dahlgren. 
Hon gick  skola hos mamsell Augusta Eggertz skola i Stockholm och studerade språk i Genève 1878–1879. Hon var redaktör för Fredrika-Bremer-förbundets tidskrift Dagny 1881–1907, där hon skrev under signaturen L-G och L. D--n, samt var anställd på Aftonbladet 1888–1890. U
Hon umgicks med bland andra Klara Johanson, Fredrika Limnell och Sophie Adlersparre, som likt henne själv intresserade sig för kvinnosaken. År 1888 blev hon medlem av Fredrika-Bremer-förbundets styrelse och representerade förbundet vid kvinnokongresserna i Berlin 1896 och Kristiania 1902. Under åren 1901–1906 var hon sekreterare i sällskapet Nya Idun.
Dahlgren förlänades 1921 medaljen Litteris et Artibus.